# Lied der Zeit

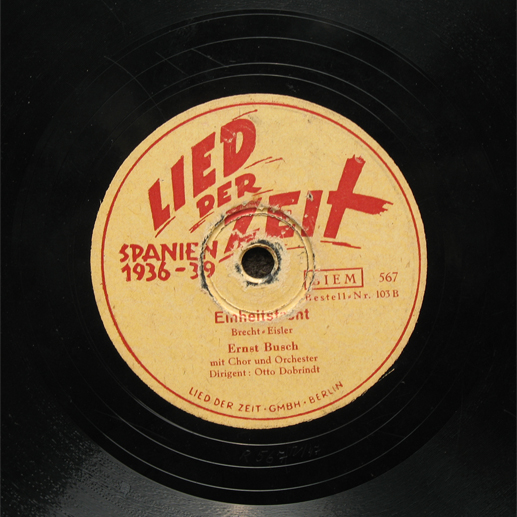
Plattenlabel: „Einheitsfront“, 1950

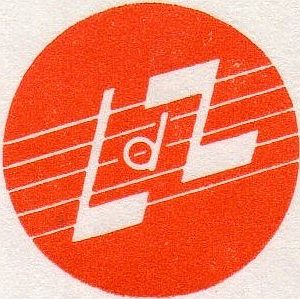
Logo 1975

Der VEB Lied der Zeit Musikverlag ist ein ehemaliger Staatsverlag der DDR für Musikliteratur (VEB = Volkseigener Betrieb). Der Verlag ist aus der Lied der Zeit Schallplatten-Gesellschaft mbH hervorgegangen, die aus einem Produktionsbetrieb für Schallplatten und einem Musikverlag bestand. Mit der Verstaatlichung 1953 wurde die Schallplattenproduktion als VEB Deutsche Schallplatten und der Musikverlag unter dem bisherigen Namen als eigenständiger Betrieb weitergeführt.
Nach der Wende wurde das Unternehmen durch den Roba Music Verlag als Lied der Zeit GmbH weitergeführt.

## Verlagschronik
Am 12. August 1946 erteilte die Sowjetische Militäradministration in Deutschland Ernst Busch die Lizenz zur Gründung der Schallplattenfirma Lied der Zeit. Mit der notariellen Beglaubigung am 3. Februar 1947 erfolgte die Eintragung in das Handelsregister am 18. März 1947 als Lied der Zeit Schallplatten-Gesellschaft mbH.
Bis Ende 1947 wurden 250.000 Schallplatten fertiggestellt. Ediert wurden zeitgenössisches Liedgut (Lied der Zeit) und klassische Musik (Eterna) sowie Tanzmusik (Amiga). Ab 1950 edierte Lied der Zeit Schallplatten und Noten.
Ernst Busch gab von 1946 bis 1953 die Noten- und Textsammlung Internationale Arbeiterlieder (1. Auflage 32 Seiten, 23. Auflage 260 Seiten) heraus. Diese Sammlung hatte Busch bereits 1937 in Spanien als Canciones de guerra de las Brigadas Internacionales ediert. Schon kurze Zeit später wurde die Serie Spanien 1936–39 verboten und die Restproduktion eingestampft; die darin enthaltene Aussage war aus stalinistischer Sichtweise zu „freiheitlich“.
1953 wurde die Lied der Zeit Schallplatten-Gesellschaft mbH in Volkseigentum umgewandelt und ging damit faktisch in Staatsbesitz über. Noch im selben Jahr trennte sich die Schallplattenproduktion von der Notenabteilung: Aus den beiden Abteilungen gingen die selbstständigen Betriebe VEB Deutsche Schallplatten und der Musikverlag VEB Lied der Zeit hervor, der sich am 1. April 1954 mit Sitz in Ost-Berlin am Thälmannplatz ausgründete.
1954 erschienen die ersten Notenalben; 1956 wurden Tanzmusiknoten im Abonnement (Teddy-Serie) an Kapellenleiter und Musiker herausgegeben. Dem Verlag wurde 1957 ein eigener Bühnenbetrieb für den Bereich des „heiteren“ Musiktheaters angeschlossen. 1958 erschien das erste Buch.
Während der Leipziger Messe wurde das fünfjährige Bestehen des Verlags öffentlich gewürdigt. Von 1959 bis 1960 war Lied der Zeit maßgeblich an nationalen Tanzmusikwettbewerben beteiligt und publizierte die neuen Titel. Erste Komponistenporträts in Albenform erschienen von 1960 bis 1961 für Gerd Natschinski, Gerhard Honig, Wolfgang Kähne, Siegfried Mai, Alo Koll und Helmut Nier.
1962 wurden neue Verlagsräume in der Rosa-Luxemburg Straße in Berlin bezogen. Ein weiterer Produktionszweig wurde 1963 eröffnet; es erfolgte die Herausgabe der ersten farbigen Interpretenfotos.
Mit dem Titel Guten Abend, lieber Sandmann, der in Zusammenarbeit mit dem Deutschen Fernsehfunk entstanden ist, begann der Verlag 1964 die Herausgabe von Kinderbüchern mit zeitgenössischem Liedgut. Später folgten Herr Fuchs und Frau Elster, Pittiplatsch geht durch die Stadt, Schnatterinchens Puppenecke, Märchen im Lied Teil 1 und 2 und andere.
Zum 15. Jahrestag der DDR hatte das Musical Mein Freund Bunbury von Bez/Degenhardt/Gerd Natschinski, das bei Lied der Zeit verlegt wurde, Premiere im Metropol-Theater, Ost-Berlin.
Das DDR-Musical wurde bisher in vielen Inszenierungen mit über 1.000 Aufführungen an Theatern der DDR, der Sowjetunion, der VR Bulgarien, der ungarischen VR, der SR Rumänien, der Bundesrepublik Deutschland sowie Österreich aufgeführt.
Die Verlagsausgaben der Schlagertexthefte Schlager für Dich wurden 1965 mehr als sechs Millionen Mal verkauft.
1966 wird das Arrangierbuch, eine handliche Anleitung für Berufsmusiker und Amateure und das Buch Jazz Analyse und Aspekte erstmals verlegt.
Anlässlich des 50. Jahrestages der Oktoberrevolution erschien das Notenalbum Abends In Moskau. Es folgten Alben mit bekannten Melodien anderer Weltstädte.
Als Beitrag zu den 10. Arbeiterfestspielen wurde in Halle das bei Lied der Zeit verlegte Musical Conny und der Löwe von Eidam/Zimmermann aufgeführt.
1969 erschienen anlässlich des 20. Jahrestages der Gründung der DDR die Notenalben Nun sieh mal an, was aus uns geworden ist und Brüder, zur Sonne, zur Freiheit. Ab 1970 wurden fortan in regelmäßiger Folge attraktive Spielstücke unterschiedlicher Genres für diverse Instrumente herausgegeben.
Für das beliebte Kinderinstrument Triola begann der Verlag 1971 unter dem Titel Wir musizieren auf der Triola mit der Publikation von Spielliteratur.
Mit dem Album Gisela May – Ein Porträt in Noten begann Lied der Zeit, Notenporträts bekannter Interpreten zu publizieren. Es folgten Wir. Monika Hauff/Klaus-Dieter Henkler, Karel Gott, Andreas Holm-exclusiv, Puhdys-Beat und Rock und vieles mehr.
1972 wurde mit Nicht schummeln, Liebling, die Musik zum gleichnamigen erfolgreichen DEFA-Film, verlegt.
Aus Anlass der X. Weltfestspiele der Jugend und Studenten 1973 kamen die Porträtbücher Angela Davis, Schlagerstars sozialistischer Länder sowie Fotokassetten mit Porträtfotos beliebter Interpreten, die an den Festspielen teilnahmen, neu ins Angebot.
1973 wurde Wie ein Stern von Frank Schöbel, bei Lied der Zeit verlegt.
Mit der zweiten Auflage vom Märchen im Lied wurden mehr als eine Million Kinderbücher mit zeitgenössischem Liedgut produziert und vertrieben.
Schlagertreff 1973 – ein Kalender mit großen farbigen Interpretenfotos für die Jugend – wurde ein verlegerischer Erfolg und ab 1984 neu gestaltet unter dem Titel Show ’84.
Mit Johann Strauß und die Stadt an der schönen blauen Donau verlegt Otto Schneidereit seine erste Komponistenbiographie bei Lied der Zeit. Es folgen Richard Tauber, Franz von Suppé und Franz Lehár (1984).
1974 knüpften Bez/Degenhardt/Natschinski mit dem Musical Terzett, das wieder bei Lied der Zeit verlegt wurde, an ihren Bunbury-Erfolg an.
Venceremos – ein Notenalbum mit Liedern aus Chile – erscheint 1975 als Beitrag des Verlages zur großen Solidaritätsaktion mit dem chilenischen Volk. Der erste Bildband, Fascination Jazz (Drechsel/Rosenhain) und die erste Liedsammlung Das lachende Deck erschienen.
1976 wurde das Liederbuch DDR-konkret 1 herausgegeben. Der Verlag begann seine Edition politischen Liedguts. Am Metropol–Theater Berlin wurden 1976 das bei Lied der Zeit verlegte Musical Casanova von Bez/Degenhardt/Natschinski und 1977 das Musical Geld wie Heu von Eidam/Werion uraufgeführt.
Die verlegerische Betreuung der Puhdys begann 1977. Die Otto-Reutter-Biographie Ick wundere mir über jarnischt mehr von  Helga Bemmann erschien 1978.
Anlässlich des Nationalen Jugendfestivals wurde 1979 das Liederbuch Lieder der FDJ herausgegeben.
Zum 30. Jahrestag der Gründung der DDR erschienen die Alben Chansons – Songs – Lieder von Interpreten der DDR und Wie ein Stern – 30 Komponisten – 30 Schlagererfolge.
Das Porträt Lebenszeit von Monica Fehlberg über die Puhdys erschien. Die aktualisierte Nachauflage erfolgte 1982.
Der Soldat und das Feuerzeug – ein Pop-Musical für Kinder von Benecke/Bürkholz – wurde verlegt. Weitere Kinder- und Jugendmusicals folgten.
Der Verlag veröffentlichte 1980 das Nachschlagewerk Musical-Geschichte und Werke (Bez/Degenhardt/Hofmann).
Die Verlagsrechte der Filmmusik Solo Sunny von Günther Fischer wurden erworben und international vergeben.
Rosa Laub – die Rockoper von Waldtraut Lewin und Horst Krüger wurde verlegt.
Die Titel Wer beginnt und Bunte Wagen in der Interpretation von Dagmar Frederic, die Siegermelodien beim Internationalen Festival Goldener Orpheus 1981, wurden 1981 herausgegeben.
Die Bücher Von der Edisonwalze zur Stereoplatte (Günter Große) und Berliner Musenkinder-Memorien (Helga Bemmann) erschienen 1981 und die Claire-Waldoff-Biographie Wer schmeißt denn da mit Lehm? (ebenfalls von Helga Bemmann) 1982.
Die Rechte für den Tanzmusiktitel Berührung (Thomas Natschinski/Branoner) wurden erworben und international vergeben.
1983 erschienen Die Puhdys – Ein repräsentativer Bildband von Volker Ettelt mit einem Text von Wolfgang Tilgner und ein vom Verlag initiierte Gisela-Steineckert-Porträt von Detlef Plog.
Die Rechte für den Titel Um die Erde zu behalten (Krüger/Steineckert) wurden erworben.
Die Robert-Stolz-Operette Der Tanz ins Glück wurde in einer Neufassung verlegt und in Leipzig erstaufgeführt.
Neben der Notenproduktion, mit der der Verlag einst begonnen hatte, gab es nun auch eine umfangreiche Bücher- und Broschürenproduktion, eine Foto-, Poster- und Kalenderproduktion sowie einen Bühnenvertrieb. Ldz wurde zu einem bekannten Markenzeichen im Inland wie im Ausland.
Eine der letzten Veröffentlichungen des Verlages war 1990 das Kinderbuch „Das grüne Versteck“ (Wilfried Bergholz / Detlev Schüler), das sieben Lieder mit Notenschrift der ersten Kinderlieder-LP von Ulf und Zwulf enthielt. Die LP „Stadtabenteuer“ wurde 1988 von einer Kinderjury als „Beste Kinderlieder-LP des Jahres“ und bestes Cover (Detlev Schüler) ausgezeichnet. Die Verlagsrechte der Lieder wurden vom Verlag erworben.
Nach der Wende erfolgte die Übernahme durch den Roba Music Verlag in Hamburg und die Fortführung des Verlagsgeschäftes aus Hamburg (Administration) und Berlin (Rundfunk-TV-Sender und Urheberbetreuung).